# عايدة النجار
عايدة علي إسماعيل النجار (وُلدت في 12 ديسمبر 1938 في لفتا – تُوفيت في 5 فبراير 2020 في مدينة عمان) كاتبة وباحثة ولاجئة فلسطينية–أردنية. كانت عضوة في هيئة تحرير مجلة «الأرض الطيبة»، وفي رابطة الكتّاب الأردنيين، ومنتدى بيت المقدس، ومنتدى الفكر العربي، ونادي الدبلوماسيين.
خلال حياتها العملية، عملت النجار في برنامج الأمم المتحدة للتنمية، وبمنظمة الأغذية والزراعة الدولية، ومنظمات الأمم المتحدة (الأسكوا، واليونيسف، واليونسكو) ووكالة الأنباء الكويتية (كونا). كما عملت في وزارات التنمية الاجتماعية، والإعلام والخارجية الأردنية.

## التحصيل العلمي
تلقت النجار تعليمها المدرسي بين مدارس القدس وعمان، وحصلت على شهادة المترك من الأردن عام 1954، وشهادة الثانوية العامة «التوجيهي» من مصر عام 1955. حصلت على درجة البكالوريوس في علم الاجتماع من جامعة القاهرة عام 1960، ودرجة الماجستير في الصحافة والتنمية من جامعة كانساس عام 1965، ودرجة الدكتوراه في وسائل الاتصال الجماهيري من جامعة سيراكبوز في نيويورك عام 1975.

## مؤلفاتها
للنجار عدة مؤلفات أدبية هي: «بنات عمّان أيام زمان: ذاكرة المدرسة والطريق»، صدر عام 2007، و«القدس والبنت الشلبية»، صدر عام 2011. ولها عدة مساهمات في موضوعات أخرى هي: «تاريخ الصحافة الفلسطينية» صدر عام 1985، و«صحافة فلسطين والحركة الوطنية في نصف قرن 1900-1948» صدر عام 2005، و«الاتصال والإعلام في القرن العشرين»، صدر عام 2007. ولها أيضًا «لفتا يا أصيلة.. خريفية قرية» و«عزوز يغني للحب: قصص فلسطينية من ألف قصة وقصة».

## جوائز
نالت النجار جائزة أحسن كتاب في العلوم الإنسانية من جامعة فيلادلفيا سنة 2005 عن كتابها «صحافة فلسطين والحركة الوطنية في نصف قرن»، كما نالت جائزة أحسن كتاب عربي في المهرجان الثقافي الثالث عشر الذي عُقد في البحرين سنة 2006 عن الكتاب نفسه.

## وفاتها
تُوفيت في مدينة عمان بتاريخ 5 فبراير (شباط) 2020، عن عمرٍ ناهز 81 عامًا.

## وصلات خارجية
- "الدكتورة عايدة النجار- مقابلة خاصة لـ "مجلة جنى"". مجلة جنى. مؤرشف من الأصل في 2020-11-20. اطلع عليه بتاريخ 2020-11-20. {{استشهاد ويب}}: |archive-date= / |archive-url= timestamp mismatch (مساعدة)